# Audanzas del Valle
Audanzas del Valle es una localidad española perteneciente al municipio de La Antigua, al sur de la comarca del Páramo Leonés, en la provincia de León, comunidad autónoma de Castilla y León.
Situado a la derecha del río Esla y a la izquierda del río Órbigo, le atraviesa el Arroyo del Regueral.
Los terrenos de Audanzas del Valle limitan con los de Cazanuecos y La Antigua al noreste, Grajal de la Ribera al este, San Adrián del Valle al sur, y Saludes de Castroponce y Pozuelo del Páramo al oeste.

## Demografía

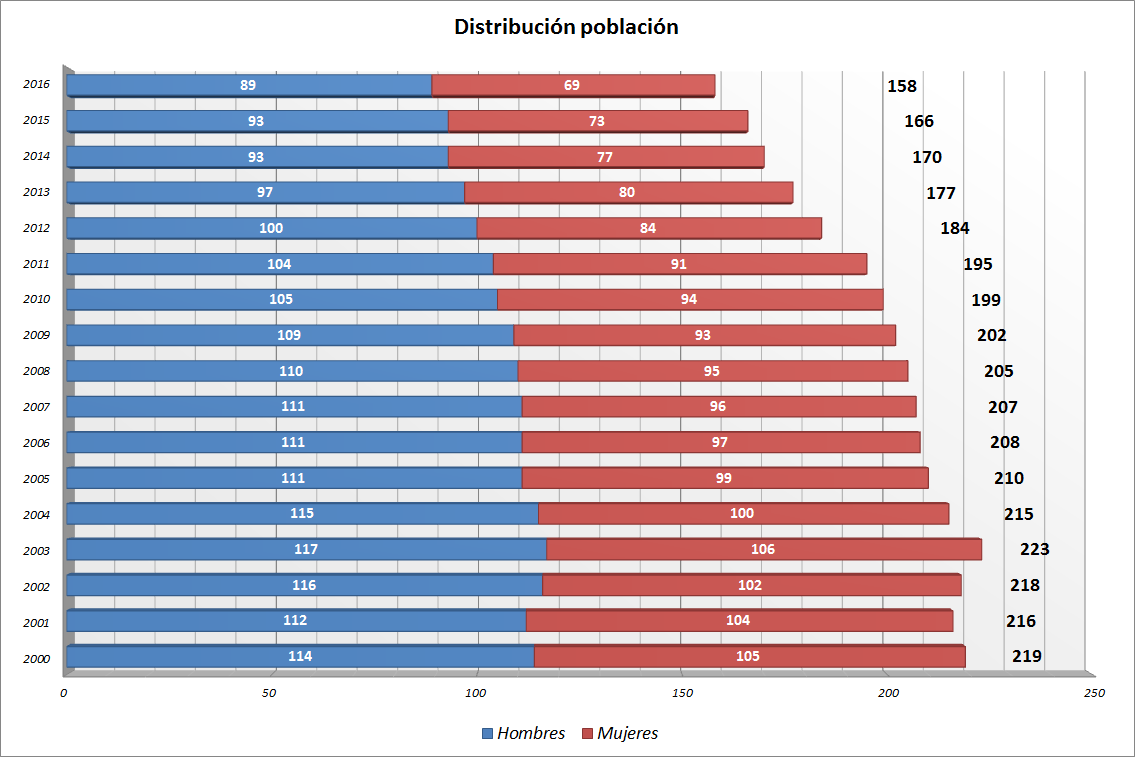
Distribución de la población en Audanzas del Valle por sexos desde el año 2000

| 227                       | 219 | 216 | 218 | 223 | 215 | 210 | 208 | 207 | 205 | 202 | 199 | 195 | 184 | 177 | 170 | 166 | 158 |
| (Fuente: INE [Consultar]) |     |     |     |     |     |     |     |     |     |     |     |     |     |     |     |     |     |

## Patrimonio inmaterial
- San Juan Bautista: 24 de junio
- Fiesta del Niño Jesús: fin de semana posterior al Domingo de Pascua Que en el año 2019 celebrará el Centenario de la fundación que organiza la fiesta.